# Microchaetes sphaericus
Microchaetes sphaericus là một loài bọ cánh cứng trong họ Byrrhidae. Loài này được Hope miêu tả khoa học năm 1834.